# The Sky at Night
The Sky at Night es un programa de televisión mensual sobre astronomía producida por la BBC. Patrick Moore ha sido el presentador desde la primera emisión, que tuvo lugar el 24 de abril de 1957, siendo uno de los programas más longevos emitidos en la actualidad por el mismo presentador de toda la historia de la televisión.
El tema musical del programa es At the Castle Gate, de la suite Pelléas et Mélisande de Jean Sibelius, que puede escucharse al inicio y al final del espectáculo.

## Contenido
El programa cubre una gran variedad de temas astronómicos y de algún modo relacionados con el espacio. Entre los temas tratados anteriormente se incluyen ciclos de vida de las estrellas, la radioastronomía, los satélites artificiales, los agujeros negros, las estrellas de neutrones, y otros muchos. El programa también muestra lo que ocurre en el cielo durante el momento de la emisión, especialmente cuando un objeto poco común, como un cometa o una lluvia de meteoros, atraviesa la bóveda terrestre.
Una vez, Patrick Moore, aludiendo a la astronomía, dijo:

La astronomía es un tema fascinante. Miras hacia el cielo... y no puedes dejar de maravillarte por lo que ves. Nosotros hemos tratado de ofrecérselo a la gente... no soy yo, es el atractivo de la astronomía.
Patrick Moore

## Invitados especiales
A lo largo de los más de cincuenta años de emisión, algunos de los astrónomos más importantes e influyentes del mundo han aparecido en el programa, incluyendo al estadounidense Harlow Shapley, el primero en calcular el tamaño de la Vía Láctea, Fred Hoyle, y Carl Sagan.
En julio de 2004, Patrick Moore sufrió un brote de salmonelosis y no pudo retransmitir el programa por primera vez desde su comienzo en 1957. Durante aquel percance fue reemplazado por el cosmólogo Chris Lintott de la Universidad de Oxford, aunque volvió en el mes de agosto de ese mismo año.
Brian May, guitarrista de la banda Queen, quien posee un doctorado en astrofísica, también hizo su aparición en el programa.
El 1 de abril de 2007, Patrick Moore presentó la gala del 50 aniversario del programa, que consistió en una especie de "viaje en el tiempo". En dicha edición aparece Jon Culshaw como artista invitado.

## Honores conmemorativos
La Unión Astronómica Internacional celebró el 50 aniversario del programa nombrando al asteroide (57424) Caelumnoctu (el número es la fecha de la primera emisión, y el nombre Caelumnoctu es el título del programa en latín).
En febrero de 2007, el Royal Mail creó una colección de seis sellos astronómicos, para celebrar los 50 años que cumplía el programa.